# Ritschergipfel
Der Ritschergipfel ist ein 2791 m hoher Berg im ostantarktischen Königin-Maud-Land. Er ragt 11 km westsüdwestlich des Mentzelbergs im Otto-von-Gruber-Gebirge des Wohlthatmassivs auf.
Entdeckt, kartiert und benannt wurde er bei der Deutschen Antarktischen Expedition 1938/39. Namensgeber ist Alfred Ritscher (1879–1963), Leiter dieser Forschungsreise. Am 17. Dezember 1991 wurde der Gipfel von Gerold Noack, Professor an der Brandenburgischen Technischen Universität Cottbus-Senftenberg, und Wieland Adler erstmals bestiegen.

## Einzelnachweis
1. ↑  Peggy Kompalla. Vom Ewigen Eis in die Hochschule. Artikel in der Lausitzer Rundschau vom 28. Dezember 2016